# U.S. National Championships 1952
Gli U.S. National Championships 1952 (conosciuti oggi come US Open) sono stati la 72ª edizione degli U.S. National Championships e quarta prova stagionale dello Slam per il 1952. I tornei di singolare e doppio misto si sono disputati al West Side Tennis Club nel quartiere di Forest Hills di New York, quelli di doppio maschile e femminile al Longwood Cricket Club di Chestnut Hill, negli Stati Uniti.
Il singolare maschile è stato vinto dall'australiano Frank Sedgman, che si è imposto sullo statunitense Gardnar Mulloy col punteggio di 6–1, 6–2, 6–3. Il singolare femminile è stato vinto dalla statunitense Maureen Connolly Brinker, che ha battuto in finale la connazionale Doris Hart. Nel doppio maschile si sono imposti Mervyn Rose e Vic Seixas. Nel doppio femminile hanno trionfato Shirley Fry e Doris Hart. Nel doppio misto la vittoria è andata a Doris Hart, in coppia con Frank Sedgman.

## Seniors

### Singolare maschile
Frank Sedgman ha battuto in finale  Gardnar Mulloy con il punteggio di 6–1, 6–2, 6–3.

### Singolare femminile
Maureen Connolly Brinker ha battuto in finale  Doris Hart con il punteggio di 6–3, 7–5.

### Doppio maschile
Mervyn Rose /  Vic Seixas hanno battuto in finale  Ken McGregor /  Frank Sedgman con il punteggio di 3–6, 10–8, 10–8, 6–8, 8–6.

### Doppio femminile
Shirley Fry /  Doris Hart hanno battuto in finale  Louise Brough /  Maureen Connolly con il punteggio di 10–8, 6–4.

### Doppio misto
Doris Hart /  Frank Sedgman hanno battuto in finale  Thelma Long /  Lew Hoad con il punteggio di 6–3, 7–5.